# 三浦新月霉
三浦新月霉（学名：Ancylistes miurii）是属于虫霉目新月霉科新月霉属的一种真菌，寄生在梭形藻上。该种分布于中国。